# Мойбенко, Алексей Алексеевич
Алексей Алексеевич Мойбенко (укр. Олексій Олексійович Мойбенко; 7 октября 1931, Ростов-на-Дону, Донская область, РСФСР — 8 мая 2015, Киев, Украина) — советский и украинский учёный-патофизиолог, кардиолог, академик НАН Украины (1991), заведующий отделом общей и молекулярной патофизиологии Института физиологии им. А. А. Богомольца НАН Украины.

## Биография
Родился в семье кадрового военного врача-токсиколога, полковника медицинской службы Алексея Агеевича Мойбенко, который после окончания войны был переведен на военно-педагогическую службу в столицу Украины. В 1949 г. поступил в Киевский медицинский институт, после поступления на срочную службу в Советскую Армию был переведен на военно-медицинский факультет Куйбышевского медицинского института, который окончил с отличием в 1955 г.
После демобилизации с 1956 г. начал работать врачом-научным сотрудником отдела патофизиологии, а затем отдела клинической хирургии Института клинической медицины им. М. Д. Стражеско, где получил значительный практический опыт как врач-анестезиолог. В 1964 г. защитил кандидатскую диссертацию на тему «Гемодинамические отношения между большим и малым кругами кровообращения при острой артериальной гипертензии», в которой были показаны существенные различия в регуляции сосудистого тонуса артериальных сосудов системы аорты и легочной артерии, подробно описаны адренергические реакции легочных сосудов и изменения легочного кровообращения при гипертензиях гуморального и нейрогенного происхождения. В 1964 г. был зачислен по конкурсу в научный отдел Института физиологии им. А. А. Богомольца АН УССР, в котором работал более 40 лет: с 1974 г. являлся заведующим отделом экспериментальной кардиологии, а с 2007 г. — заведующим отделом общей и молекулярной патофизиологии. Также являлся заместителем директора по научной работе Института физиологии им. А. А. Богомольца НАН Украины.
Научная деятельность ученого посвящена исследованиям вопросов регуляции кровообращения в нормальных и патологических условиях. Его значительным вкладом в эту очень актуальную проблему можно считать детальные исследования роли рецепторного поля сердца в рефлекторной регуляции кровообращения. Результаты проведенной научной работы были оформлены как докторская диссертация и монография «Кардиогенные рефлексы и их роль в регуляции кровообращения» (Киев, «Наукова думка», 1979).
Вторым важным и результативным аспектом научной работы ученого следует считать исследование механизмов иммуногенных нарушений деятельности сердечно-сосудистой системы. Им была разработана новая методика иммунного (цитотоксического и анафилактического) локального поражения сердца (иммуногенной инфаркт миокарда левого желудочка сердца) и исследованы основные функциональные, биохимические и морфологические особенности этой патологии. Определены главные механизмы: повреждение клеточных мембран с нарушением ионотранспортних процессов и деградацией фосфолипидного бислоя с активацией липоксигеназного и циклооксигеназного путей метаболизма арахидоновой кислоты и усиленным образованием лейкотриенов и простагландинов. Определена роль лейкотриенов в реализации коронароконстрикторних реакций и расширении периферических, особенно венозных сосудов, является главной причиной иммуногенного шока. Впервые доказана возможность коррекции такого шока с помощью блокаторов липоксигеназного и циклооксигеназного путей, безусловно важно с практической точки зрения.
Автор и соавтор более 400 научных публикаций, 4 монографий, имеет 10 патентов Украины и России. Результаты этого направления научной работы представлены в двух монографиях «Цитотоксические поражения сердца и кардиогенный шок» (1975, соавторы — Г. М. Бутенко, М. М. Повжитков) и «Иммуногенные нарушения деятельности сердечно-сосудистой системы» (1992 Соавтор — В. Ф. Сагач).
Принимал активное участие в подготовке научных кадров (6 докторов и 20 кандидатов наук), с 1992 г. являлся президентом научного общества патофизиологов Украины, членом Совета Международного общества патофизиологов, членом редколлегии «Физиологического журнала» (Киев), журналов «Сердце и сосуды», «Украинского кардиологического журнала» (Киев), «Патогенез» (Москва); выступал в качестве организатора четырех отраслевых конгрессов (1996, 2000, 2004, 2008) и четырех научных пленумов (1994, 1998, 2002, 2006) Украинского научного общества патофизиологов, двух Всесоюзных симпозиумов «Физиология и патофизиология сердца и коронарного кровообращения» (1983, 1987). Был членом специализированного совета Института физиологии им. А. А. Богомольца НАН Украины, членом бюро отделения молекулярной биологии, биохимии, экспериментальной и клинической физиологии НАН Украины, членом Комитета по государственным премиям по науке и технике при Кабинете Министров Украины. 

## Награды и звания
Дважды лауреат Государственной премии Украины в области науки и техники, Премия НАН Украины имени А. А. Богомольца, Премия НАН Украины имени Н. Д. Стражеско.